# ISO 3166-2:UY

Departamentos in Uruguay

Die Liste der ISO-3166-2-Codes für  Uruguay enthält die Codes für die 19 Departamentos.

Die Codes bestehen aus zwei Teilen, die durch einen Bindestrich voneinander getrennt sind. Der erste Teil gibt den Landescode gemäß ISO 3166-1 (für  Uruguay UY), der zweite den Code für das Departement wieder.
Die aktuellen Codes stehen auf der Seite der ISO unter #iso:code:3166:UY zur Verfügung.

| Departamento   | Code  |
| -------------- | ----- |
| Artigas        | UY-AR |
| Canelones      | UY-CA |
| Cerro Largo    | UY-CL |
| Colonia        | UY-CO |
| Durazno        | UY-DU |
| Flores         | UY-FS |
| Florida        | UY-FD |
| Lavalleja      | UY-LA |
| Maldonado      | UY-MA |
| Montevideo     | UY-MO |
| Paysandú       | UY-PA |
| Río Negro      | UY-RN |
| Rivera         | UY-RV |
| Rocha          | UY-RO |
| Salto          | UY-SA |
| San José       | UY-SJ |
| Soriano        | UY-SO |
| Tacuarembó     | UY-TA |
| Treinta y Tres | UY-TT |